# هرم أوسركاف
مجمع هرم وسركاف شُيد في حوالي 2490 ق.م للفرعون أوسركاف (حكم 2494-2487 ق.م)، مؤسس الأسرة المصرية الخامسة (2494-2345 ق.م). يقع في نطاق أهرام سقارة، جهة الشمال الشرقي لهرم زوسر (2670 ق.م). شيد الهرم باستخدام الأحجار والركام للأساس، دُمر الهرم الآن ويشبه تلة مخروطية الشكل في رمال سقارة. واعترف بأنه هرم ملكي من قبل علماء الآثار الغربيين في القرن التاسع عشر.
هرم أوسركاف هو جزء من مجموعة جنائزية كبيرة تضم معبد جنائزي، ومصلى قرابين وهرم للطقوس وكذلك هرم منفصل ومعبد جنائزي لزوجة أوسركاف، الملكة نيفر حوتبس. المعبد الجنائزي لوسركاف وهرم العبادة مدمر الآن تمامًا ومن الصعب التعرف عليه. هرم الملكة ليس أكثر من كومة من الأنقاض، والغرفة الجنائزية التابعة لها تعرضت للسرقة من قبل لصوص الآثار.
يختلف حجم المُجمع بشكل ملحوظ عن تلك الذي بُنيَّ خلال عهد الأسرة الرابعة (2613-2494 ق.م)، وكذلك فَنُّ العِمَارَة، والمكان، كونه شيد في سقارة بدلًا من الجيزة. يعكس مجمع هرم أوسركاف مظهر من مظاهر التغيرات العميقة في فكر حكام الفراعنة بين الأسرة الرابعة والخامسة، التغييرات التي مورجع أنها بدأت في عهد سلفه الفرعون شبسس كاف. بعد 1500 سنة من بنائه، تم ترميم مجمع الهرم في عهد رمسيس الثاني. خلال الفترة المتأخرة (664-525 ق.م)، استخدم المُجمع كمقبرة.

## الاكتشاف والتنقيب
تم اكتشاف مدخل الهرم عام 1831 من قبل عالم المصريات الإيطالي أورازيو موريكي ولكن لم يتم دخولها إلا بعد ثمانية سنوات في عام 1839 من قبل جون شآي برينج الذين الذي استغل النفق الموجودة في الهرم المفحور على يد لصوص المقابر. لم يعرف بيرينج على وجه اليقين من هو صاحب الهرم وعزيا ذلك إلى جد كا رع (حكم 2414-2375 ق.م)، فرعون متأخر من الأسرة الخامسة. بعد أنهى برينج تحرياته سدَّ النفق والذي لا يزال يتعذر الوصول إليه حتى يومنا هذا. سُجِل هرم أوسركاف بالوثائق الرسمية بعد بضع سنوات وذلك عام 1842 عندما فهرسه كارل ريتشارد لبسيوس في قائمته للأهرامات تحت رقم الحادي والثلاثين (XXXI). منذ أن سدَّ برينج النفق، لم يتحرَ لبسيوس عن الهرم أكثر من ذلك.
أُهمل الهرم حتى أكتوبر 1927 عندما بدأ سيسيل مالابي فيرث والمهندس المعماري جان فيليب لوير التنقيب في المنطقة. خلال الموسم الأول من الحفريات قام فيرث واور بمسح شامل للجانب الجنوبي من منطقة الهرم، مُكتشفين المعبد الجنائزي لوسركاف ومقابر من الفترة المتأخرة من مصر القديمة. في العام التالي، كشف فيرث ووير لوح تجسيمي من الحجر الجيري وتمثال ضخم من الجرانيتي الأحمر ضخم لرأس وسركاف وبالتالي والذي حُدد بأنه كان صاحب الهرم. بعد وفاة فيرث عام 1931 لم تُجرى أية أعمال تنقيب في الموقع حتى استؤنفت من قبل لاور في عام 1948. عمل لاور في الموقع حتى عام 1955، وأعاد تنظيف وتخطيط المعبد الجنائزي والتنقيب في الجانب الشرقي من الهرم. أجريت البحوث على كلا الجانبين الشمالي والغربي من المُجمع الجنائزي ابتداءً من عام 1976 من قبل أحمد الخولي الذي حفر واستعاد مدخل الهرم، الذي ما لبث حتى دُفن تحت الانقاض عقب زلزال عام 1992.
أجريت المزيد من الأعمال التنقيبية مؤخرًا على الهرم بواسطة أودرن لابروسي عام 2000.

## مجمع الدفن

### المُخَطّط

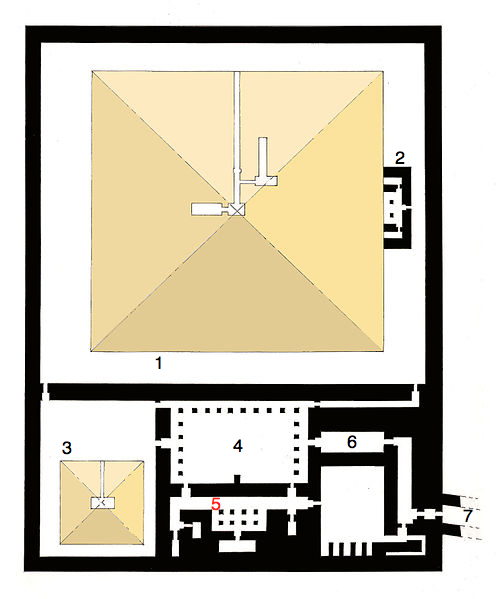
مجمع أوسركاف الجنائزي: 1) الهرم الرئيسي، 2) قاعة الطقوس، 3) المعبد الهرم، والمعبد الجنائزي وتضم: 4)ال فناء، 5) المصلى، 6) ممرات المدخل، 7) الجسر

مجمع وسركاف الجنائزي يضُم نفس الهياكل على شاكلة مباني الفراعنة السابقين له من الأسرة الرابعة: جدار عال يحيط بالمجمع مع الهرم والمعبد المرتفع، كان هناك بالتأكيد معبد يقع بالقرب من واد النيل، لكن اِنكَشَفَ. تم توصيل معبد الوادي بالهرم عن طريق الجسر الذي لا يعرف مساره بدقه، بالرغم من كوّن الأمتار القليلة الأولى لا تزال مرئية إلى اليوم.
تخطيط الُمجمع يختلف اختلافًا كبيرًا عن تلك المجمعات التي سبقته. فقد نظم على المحور الشمالي والجنوبي بدلًا من المحور الشرقي والغربي: يقع المعبد العالي إلى الجنوب من الهرم الرئيسي وشُغِلت الهياكل بعيدًا عنه. علاوة على ذلك، حاذ مصلى القرابين القاعدة الشرقية من الهرم، وكان تَكْوِين غير مسبوق فمنذ أن طُرِحت المصليات كانت تشغل الحرم الداخلي من المعبد الجنائزي عادتًا. أخيرًا، وإلى الجنوب من الحَوْش الجنائزية لأوسركاف مجمع هرمي أصغر منسوب إلى زوجته، الملكة نيفر حوتبس.
السبب في هذه التغيرات غير واضح وتم اقتراح عدة فرضيات لتفسير السبب:
- الفرضية الأولى هي أنْ هذا يرجع إلى تغيير في المُعْتَقَد. مَجِيء الأسرة الخامسة أشار إلى تزايد أهمية عبادة الشمس كما ُألمِح بواسطة بردية ويستكار. يتجلى هذا أيضًا بمعابد الشمس الكبيرة التي بُنِيت في أبوصير طوال مدة حُكْم الأسرة، وهو تقليد بدأه أوسركاف. تثبت برديات أبوصير العلاقة القوية بين عبادة الشمس والعبادة الجنائزية للفراعنة من هذه الأسرة: تقديم القرابين للحاكم المتوفى خوصّص أولًا في معبد الشمس قبل إرساله إلى المعبد الجنائزي. لذلك، يقع المعبد الجنائزي لأوسركاف إلى الجنوب من الهرم الرئيسي حيث أن الشمس سوف تشرق مباشرة إليها طوال السنة.[1]
- الفرضية الثانية ترى ان أوسركاف اختارالعودة إلى تقاليد الأسرة الثالثة(2670-2610 ق.م): ليس فقط لأنه لم يختر الركن الشمالي الشرقي لبناء المعبد الجنائزية من مجمع زوسر ولكن مخططه كان مماثل لتلك التي شيدها زوسر. في الواقع يتم تنظيم كلايهما على محور الشمال والجنوب وكلاهما له مداخل تقع في النهاية الجنوبية من الجهة الشرقية.[1]
- تقترح الفرضية الثالثة أن خيار أوسركاف يرجع لاعتبارات عملية. اكتشف نبيل سويلم خندق كبير محيطة تمامًا بحوش زوسر، وبعض الأماكن على عمق 25 متر (82 قدم).[10] هذا الخندق قد يكون محجر حجري للمواد المستعملة أثناء بناء هرم زوسر المدرج. إذا كان مُهم لسبب ما لأوسركاف أن يحدد موقع معبده الجنائزي في الركن الشمالي الشرقي من مجمع زوسر، أي بين القوقعة والخندق، فلم تكن هناك مساحة كافية متوفرة للمعبد الجنائزي ليكون موجودًا على الجانب الشرقي.[1] وهكذا فإن التضاريس المحلية تشرح التخطيط الغريب لمجمع أوسركاف.[7]

### معبد الدفن

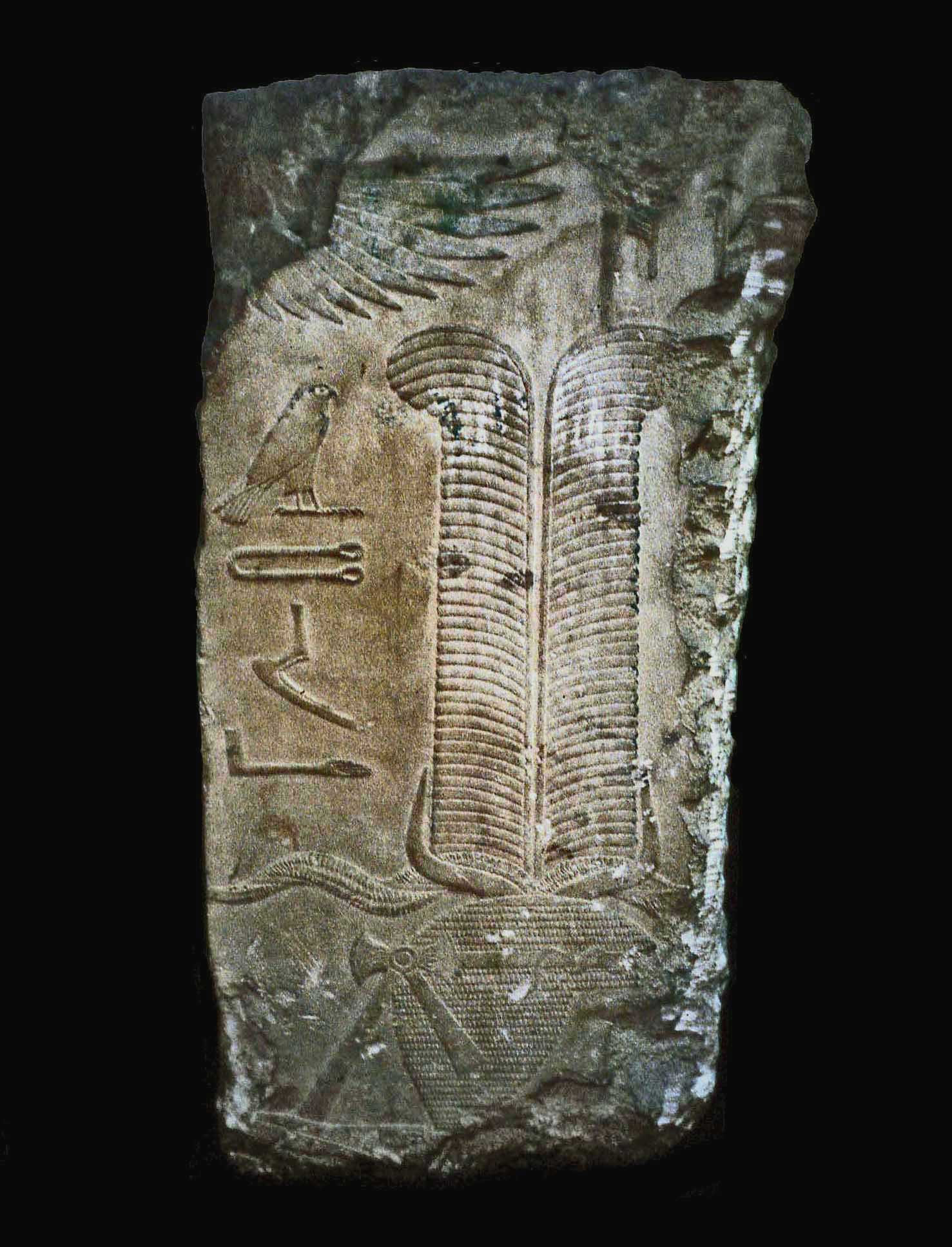
شظية تمثل أوسركاف في حياة ما بعد الموت من معبده الجنائزي.

إعادات البناء الحديثة للمعبد تُظهر أنه يشاطر نفس العناصر الموجودة في كل المعابد الجنائزية منذ عهد خفرع (2570 ق.م). فيبدو أن تخطيط المعبد يختلف اختلافًا كبيرُا عن تلك المعابد التي بنها أسلاف أوسركاف، تمامًا كما هو الحال مع المجمع. مدخل الممر المُمهد للهرم يوجد في الطرف الجنوبي من الجدار الشرقي. هناك رواق دخول يتشعب جنوبًا إلى خمس غرف للخزائن، فضلًا عن درج يقود إلى شرفة سقفيه. وإلى الشمال يوجد مدخل إلى دهليز ثم إلى قاعة المدخل. وهذا بدوره يؤدي إلى أرضيه مفتوحة من البازلت الأسود تحده من جميع الجهات عدا الجنوب فتوجد أعمدة متجانسة من الجرانيت الأحمر تحمل ألقاب الفرعون. تم العثور على تمثال ضخم لرأس أوسركاف هناك، وهو ثاني أقدم تمثال ضخم لحاكم مصري بعد تمثال أبو الهول، ويوجد الآن في المتحف المصري. الرأس، الذي ينتمي إلى التماثيل العالية ذوات ارتفاع 5 متر (16 قدم)، يمثل أوسركاف يرتدي النمس والصل.
يقود بابين أحدهم في الجنوب الشرقي والآخر في الركن الجنوب الغربي من ساحة الفناء إلى بهو معمد صغير بأربعة أزواج من أعمدة الجرانيت الأحمر. في الخلف كانت توجد غرف التخزين والحرم الداخلي مع ثلاثة (حسب العالم ريك) أو خمسة (حسب اور) نصب محاريب حيث كان قد تم وضع تمثال الملك، تواجه الهرم إلى الشمال. خلافا لغيرها من المعابد الجنائزية، وهكذا فصل الحرم الداخلي من الهرم عن طريق الفناء. بقايا من المعبد الجنائزي هي التي واضحة اليوم هي الرصف البازلتي وكتل الجرانيت الكبيرة تشغل إطار الباب الخارجي.

### مصلى القرابين
مصلى قرابين صغير مجاور بالجانب الشرقي للهرم الرئيسي وبالكاد يُصبح مرئيًا في الوقت الحالي. يتألف من، في الوسط اثنتين من غرف الأعمدة مع باب كوارتزيتي كبير لوهمى وغرفتين ضيقة على الجانبين. مثل المعبد الجنائزي، وكان للمصلى أرضيه من البازلت الأسود. شُيّدت جدرانه من الحجر الجيري والجرانيت المجلوب من طره وكانت تزين بنقوش رائعة من لمشاهد تقديم القرابين.

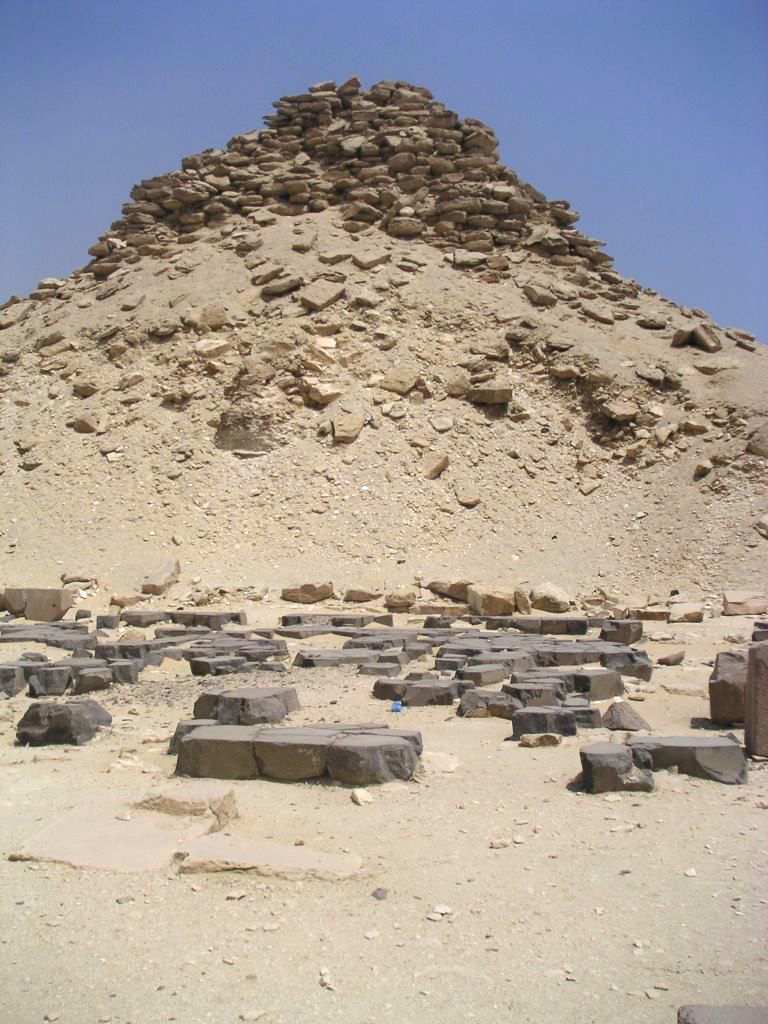
أرضيات البازلت الأسود في باحة المعبد.
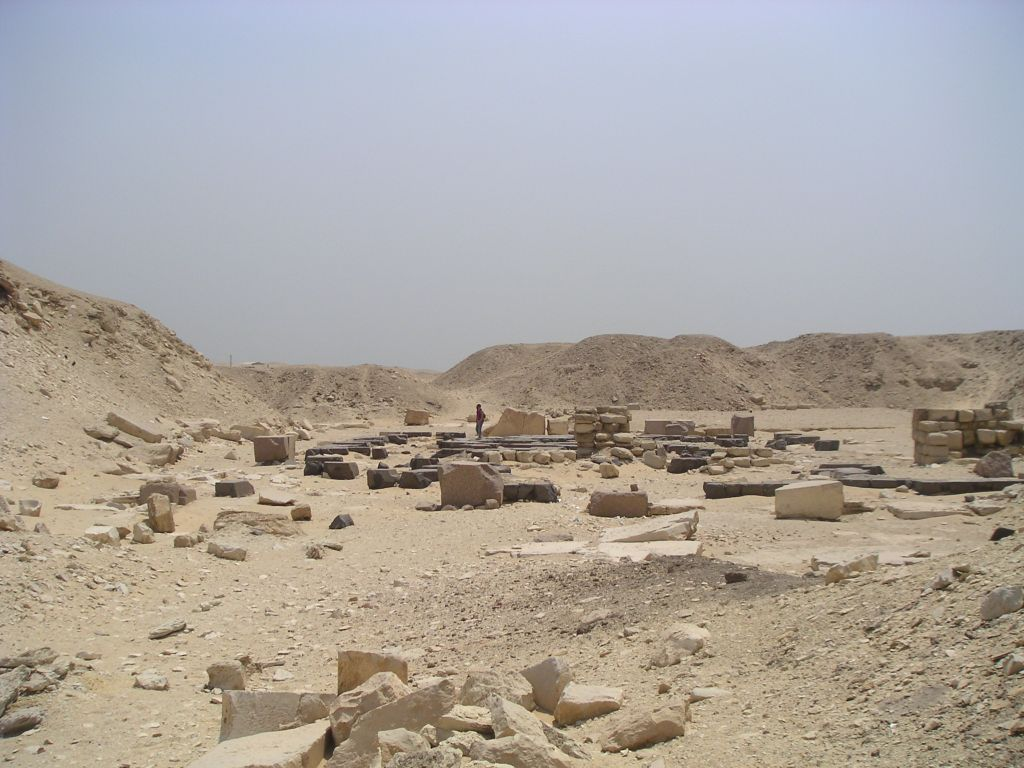
مكان المعبد الجنائزي لوسكراف.
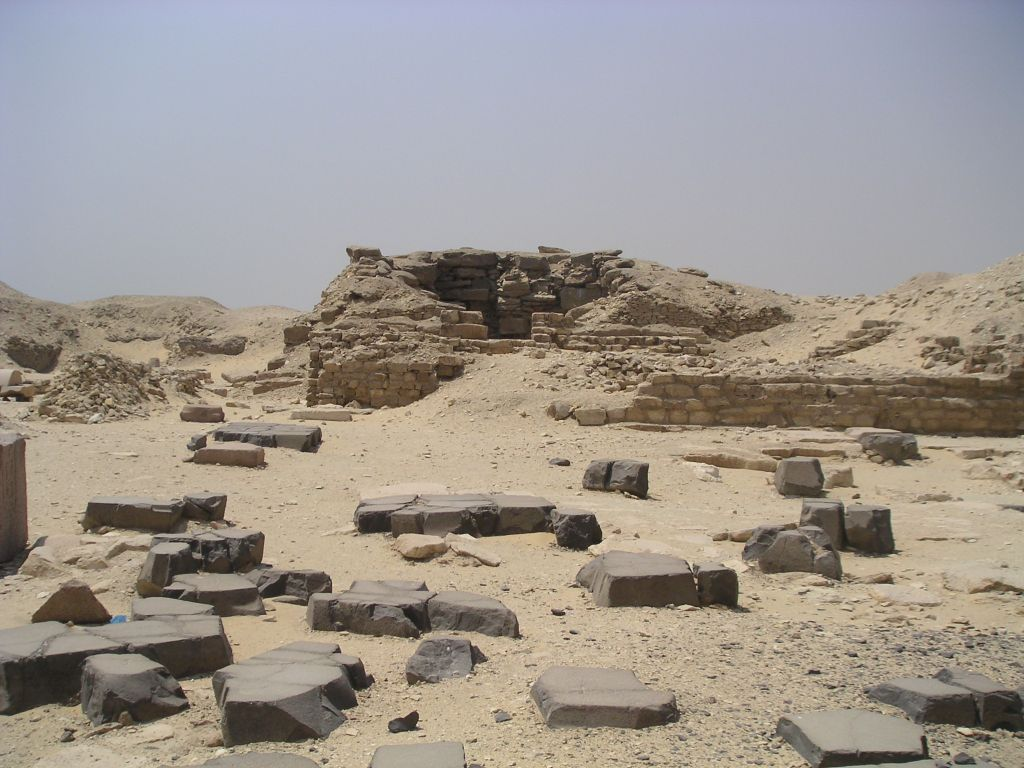
معبد أوسركاف مع انقاض هرم نيفر حوتبس

### هرم الطقوس
في الركن الجنوبي الغربي من مجمع أوسركاف الجنائزي يوجد هرم عبادة (طقوس) صغيرة. شُيّد هذا الهرم لتلقي الكا (شئ مرتبط بالروح عند قدماء المصريين) الخاصة بالفرعون المتوفى فلِذَا قدتكون أوت تمثال كا خاص بأوسركاف. الهرم بارتفاع 15 متر (49 قدم) وطول قاعدته 21 متر (69 قدم) وميله مطابق للهرم الرئيسي 53°. موقع هرم العبادة داخل المجمع أمر غير مألوف، فهرم العبادة يقع في العادة بالركن الجنوبي الشرقي. يرتبط هذا الاختلاف بالتأكيد بالتخطيط العام الغريب بين الشمال والجنوب للمجمع أوسركاف مع الركن الجنوبي الشرقي يتضمن مدخل المعبد الجنائزي.
لُب الهرم يتكون من كتل من الحجر الجيري المماثلة لتلك التي في الهرم الرئيسي. نسّقت هذه إلى طبقتين مكسوة بالحجر الجيري المجلوب من طرة الذي سقطت نتيجة لسطو لصوص المقابر. ونتيجة لذلك، تعرضت الهرم لتدهورت، وبقية طبقتين من الهرم لاتزال مرئية إلى اليوم.
الطبقة التحتية للهرم تأخذ شكل حرف "T" مع ممر يؤدي نزولًا إلى غرفة ذات سقف مجملن. وعلى غرار الهرم الرئيسي، شيد الطبقة التحتية في حفرة ضحلة مفتوحة حفرت في باطن الأرض قبل بدء بناء الهرم لذا تقع دون مستوى سطح الأرض.

## الهرم الرئيسي

### التشْييد

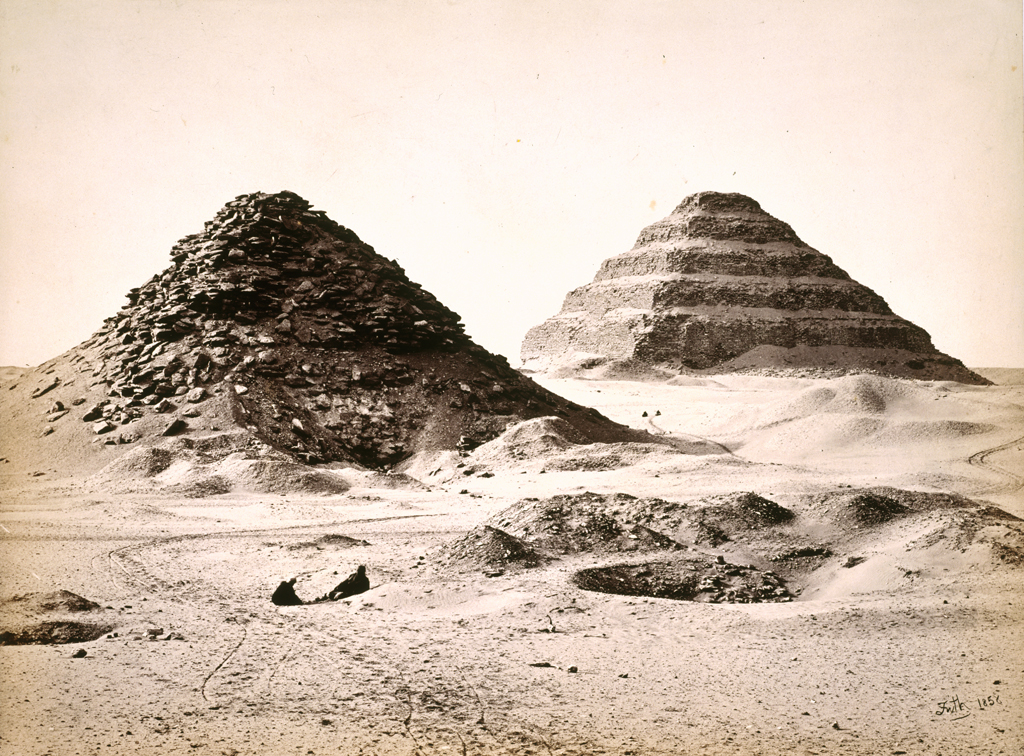
تصوير من الجانب الشمالي. في الخلفية، يظهر هرم زوسر، 1858.

يقع هرم أوسركاف على الركن الشمالي الشرقي من مجمع هرم زوسر المدرج. كان هرم في الأصل حولي 49 متر (161 قدم) ارتفاع و73 متر (240 قدم) مساحة مع ميل 53 درجة وهو يماثل هرم خوفو بإجمالي حجم 87,906 م3 (114,977 ياردة3). بني لُب الهرم بكتل محفورة صغيرة من الحجر الجيري المحلي نسقت بطبقات أفقية. وهذا يعني توفيرًا كبيرًا للقوى العاملة بالمقارنة مع اللب الحجري الكبيرة والمحفورة بدقة أكثر أهرامات الأسرة الرابعة. لكن، وكما وقع الغلاف الخارجي من هرم أوسركاف ضحية لصوص المقابر طوال آلاف السنين، فقد تعرضت المواد الأساسية تدريجيا للتدهور حيث كان أسوأ بكثير مع مرور الوقت من أي من الأهرامات القديمة. هذا ما يفسر حالة الخراب الحالية للهرم.
شيد لُب الهرم في بنية تُشبه المدرجات، تقنية بناء مماثلة لتلك التي استخدمت خلال فترة الأسرة الرابعة على الرغم من كوّن مواد البناء أقل جودة. بُنِيت الطبقة الخارجية للهرم من الحجر الجيري المجلوب من طره الذي كفل لأوسركاف بناء هرم مماثل لتلك الأهرامات المبنية لفراعن الأسرة الرابعة. لكن لم تكن هناك تلبيسة من الجرانيت الأحمر على الجزء السفلي للهرم كما في حالة هرم منقرع.

### البنية التحتية

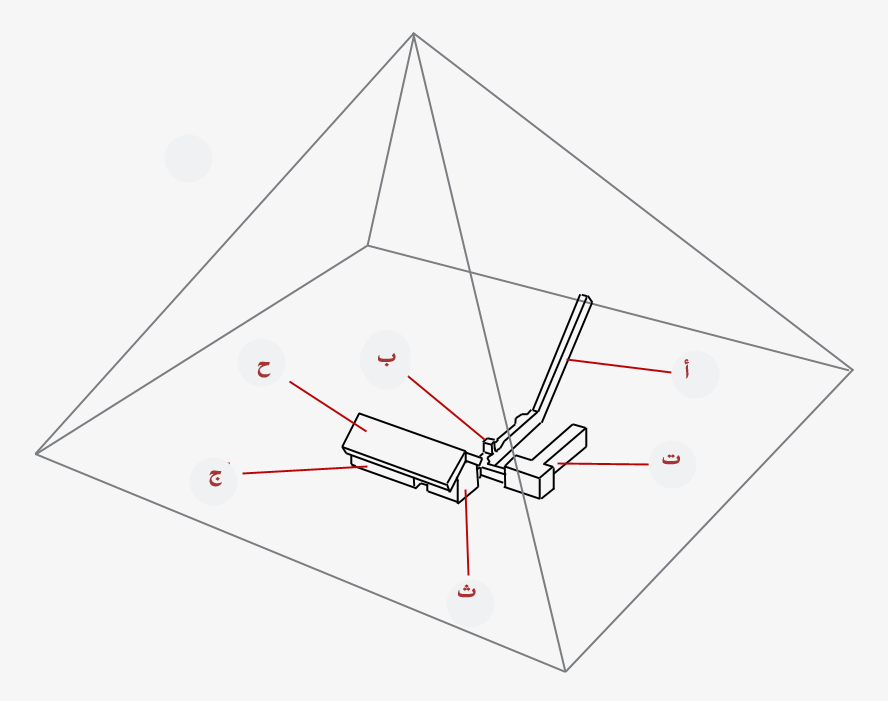
البنية التحتية لهرم أوسركاف أ) ممر نزول، ب) باب جرانيتي منزلق، ت) غرفة الخزائن، ث) غرفة انتظار، ج) حجرة دفن أوسركاف، ح) سقف مجملن.

لا يوجد بالهرم غرف داخلية، فالغرف تقع تحت الأرض. شيدت هذه الغرف في خنادق عميقة مفتوحة حفرت قبل بدء بناء هرم وغُطت في وقت لاحق بالهرم. يقع مدخل الغرف التحتيه في الجهة الشمالية للهرم من رصيف في الفناء الخارجي أمام واجهت الهرم. يختلف هذا عن أهرامات الأسرة الرابعة التي يقع مدخل الغرف الداخلية يقع على جانب الهرم نفسه. تم دمجت الأرضية والسقف بألواح كبيرة من الحجر الجيري الأبيض، ومعظمها قد أزيل في العصر الحالي.
طول المدخل 18.5 متر (61 قدم)، وينحدر جنوبًا لممر يؤدي إلى نفق أفقي بنحو 8 متر (26 قدم) تحت قاعدة الهرم. الأمتار القليلة الأولى من هذا النفق مسقفه ومبلطه بالجرانيت الأحمر. حجب النفق ببابين منزلقين كبيرين من الجرانيت الأحمر، الباب الأول لا يزال يحمل آثار من الجص والجبس المُستخدم في ختمه.
وراء الجدار الجرانيتي يتفرع الممر شرقًا إلى غرفة خزائن على شكل حرف T والتي ربما تحتوي على المعدات الجنائزية الخاصة بأوسركاف. يعد وجود غرفة الخزائن، تحت قاعدة الهرم، شئ فريدة من نوعه بالنسبة لجميع الأهرامات الخاصة بالأسرتين الخامسة والسادسة.
في الطرف الجنوبي من الممر تكمن غرفة الانتظار، والتي تقع مباشرة تحت حافة الهرم. غرفة الانتظار موجه على محور الشرق والغرب ويقود الغرب إلى حجرة دفن الملك. حجرة الدفن لها نفس ارتفاع وعرض غرفة انتظار، ولكنها أطول. في الطرف الغربي من حجرة الدفن اكتشفت بعض الشظايا من البازلت الأسود لناووس فارغ. الغرف محمية من وزن الهرم بواسطة سقف مجملن مصنوع من كتل الحجر الجيري الكبيرتين المجلوب من طره، وتعد بنية مشتركة لجميع الأهرامات الأسرات الخامسة والسادسة. لاتزال الغرف تحتفظ نفس المواد، في حين خسر الرصيف بلصوص المحاجر.

## مجمع هرم الملكة نيفير حيتيبس
كان شائعًا لدي فراعنة الدولة القديمة تجهيز مدافن لعائلاتهم وتبع أوسركاف هذا التقليد. يقع الهرم المُنّفصل 10 متر (33 قدم) إلى الجنوب من الحوش الجنائزي، وبناه أوسركاف لزوجته «الملكة» على محور الشرق والغرب. دمر الهرم تمامًا واصبح الآن كومة صغيرة من الانقاض يسهل رؤيتها.

### الاكتشاف
اكتشف هرم الملكة لأول مرة عام 1928 من قبل سي. أم فيرث، وتبعه بأول حفرياته إلى الجنوب من هرم أوسركاف الرئيسي. في عام 1929، اقترح أن يتم تعيين هرم لملكة نيفر حتبس زوجة أوسركاف وأم ساحورع. لم يكن قبل عام 1943 حين اكتشف برنار جريدسلوف مقبرة بيرسن، وهو كاهن في باحة أوسركاف ونيفر حتبس. تقع مقبرته في المنطقة المجاورة مباشرة لمجمع أوسركاف وتحقق من حجر منقوش أعطى اسم ورتبة الملكة. وهذا الحجر هو الآن على العرض في المتحف المصري في برلين. أدلة أخرى تؤكد إسناد تم اكتشاف هرم نيفر حتبس لأودرن لبرووسي عام 1979 عندما حفر على أنقاض المعبد. لذا، يعزى مجمع الهرم صغير للملكة.

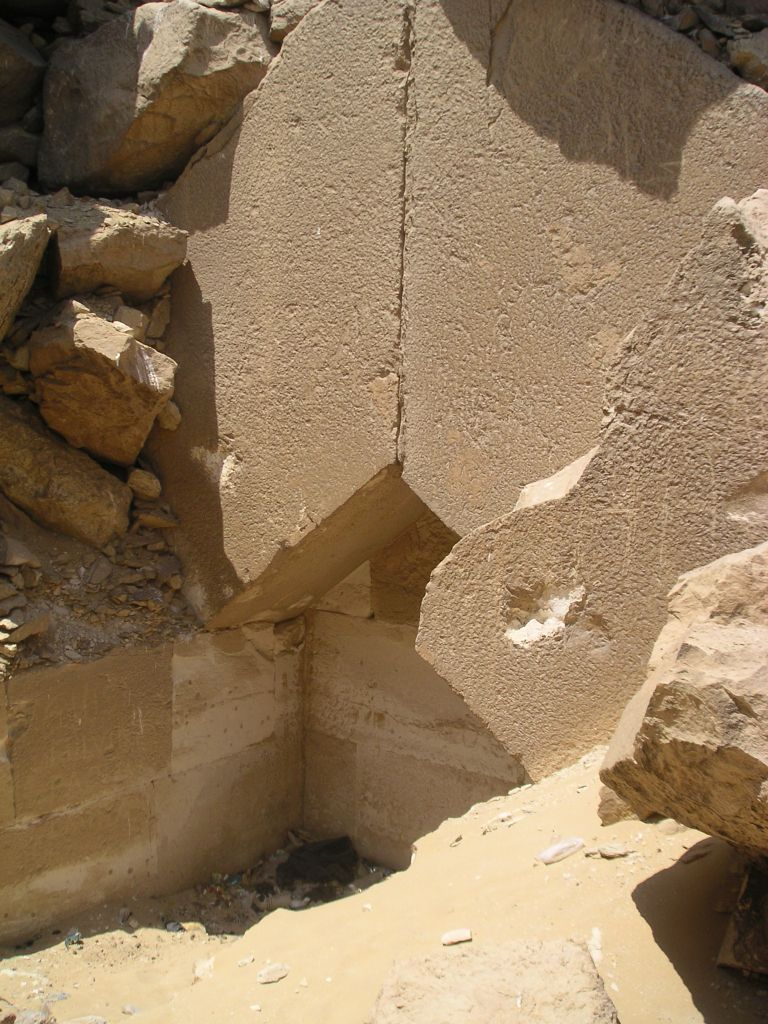
الغرفة الجنائزية لهرم الملكة ويظهر تعرضه للصوص المحاجر.

### الهرم
هرم الملكة مماثل لهرم أوسركاف بطول 16.8 متر (55 قدم) مع زاوية ميل 52 درجة، وقاعدة 26.25 متر (86.1 قدم) . تم بناء لُب الهرم بنفس الأسلوب المستخدم في الهرم الرئيسي وهرم العبادة، ويتألف من ثلاث طبقات أفقية من الحجر الجيري. يغطيه من الخارج الحجر الجيري المجلوب من طرة، وقد أُزيل الآن. استخدم الهرم كمقلع للحجارة في أوقات لاحقة فبالكاد يمكن تمييزه عن المناطق المحيطة به، وقد دمرت الغرف الداخلية.
يقع مدخل النبية التحتية على الجانب الشمالي للهرم، ويتكون من ممر للنزول يؤدي إلى غرفة على شكل حرف "T". وتقع هذه الغرفة تحت حيد الهرم وموجهه نحو محور الشرق والغرب مثل بقية مجمع هرم الملكة. يحتوي على سقف محصور مصنوع من كتل الحجر الجيري الكبيرة، وهي تقنية البناء المشتركة بين جميع غرف أهرامات الأسرة الخامسة. بالتالي فإن البنية التحتية هي نسخة مصغرة من تلك التي بهرم أوسركاف دون غرف الحزائن.

### المعبد الجنائزي
لمجمع هرم الملكة معبد جنائزي منفصلة خاصة به، والتي كانت تقع على الجانب الشرقي من الهرم على عكس مجمع أوسركاف. ويمكن تفسير هذا الاختلاف من أبعاد صغيرة من الهيكل الذي يسمح لها بأن تكون موجهة نحو الشرق في الشكل المعتاد. مدخل المعبد كان يقع في الركن الجنوبي الشرقي من الجدار المحيط. يؤدى المدخل إلى فناء مفتوحة يمتد من الشرق إلى الغرب. أخذت طقوس تنظيف وإعداد القرابين مكان هنا. بسبب التدهورات الكبيرة التي لحقت بالمعبد، ومحاولات إعادة إعماره هي مجرد تكهنات إلى حد ما. أقترح علماء الآثار أن المعبد تضمن رواق أعمدة مفتوح، ربما شيد من الجرانيت، مصلى القرابين المجاور لجانب الهرم، وثلاثة محارب تمثال وعدد قليل من الغرف الحزائن. لم يعثر على آثار لهرم الطقوس في الموقع. في أروقة المعبد كان هناك رسومات تصويريه لمواكب حيوانية وناقلات قرابيين تتجه نحو ضريح الملكة.

## تعديلات لاحقة
يبدو أن هرم أوسركاف كان هدف لأعمال الترميم في العصور القديمة في ظل تحفُذ الفرعون خعمواس (1280-1225 ق.م)، الابن الرابع لرمسيس الثاني. وهذا ما تشهد به النقوش على الغطاء الحجري فتظهر خعمواس مع حملة القرابين.
خلال عهد الأسرة السادسة والعشرون (685-525 ق.م) أصبح معبد أوسركاف منطقة دفن: تم حفر مقبرة كبيرة في وسطها مما جعلها إعادة إعمار تخطيطه صعبة. ويعزى لهذا أنه بحلول عصر الفترة المتأخره، كان معبد أوسركاف في حالة خراب بالفعل.

## طالع أيضًا
- الأسرة المصرية الخامسة
- قائمة أهرامات مصر
- قائمة بسيوس للأهرامات
- تقنيات بناء الأهرامات المصرية

## كتب للمطالعة
- زاهي حواس (إنجليزية): Pyramids: Treasures, Mysteries, and New Discoveries in Egypt., White Star Publishers, ISBN 88-544-0085-8
- جون فليبي (إنجليزية): Saqqara: the royal cemetery of Memphis : excavations and discoveries since 1850, Thames & Hudson, ISBN 0-500-05024-4
- متحف المتروبوليتان للفنون (إنجليزية): Egyptian Art in the Age of the Pyramids, Metropolitan Museum of Art Ed., ISBN 0-87099-906-0
- مارك لينر (إنجليزية): The Complete Pyramids, Thames & Hudson, ISBN 978-0-500-28547-3
- راينرستديلمان (إنجليزية): Die ägyptischen Pyramiden: Vom Ziegelbau zum Weltwunder  von Zabern, Mainz 1991, ISBN 3-8053-1142-7.
- ميروسلاف فيرنر & ستيفن راندل (إنجليزية): The Pyramids: The Mystery, Culture, and Science of Egypt's Great Monuments, Grove Press, ISBN 0-8021-3935-3

## وصلات خارجية
- موقع عمارة الأرض (عربية) هرم وسركاف بمصر
- هرم وسركاف (إنجليزية)
- موقع مصر القديمة (إنجليزية): مجمع هرم أوسركاف
- موقع تور إيجبت (إنجليزية: مجمع هرم أوسركاف
- صور لمجنع هرم وسركاف
- أغراض ما بعد الموت من مقبرة وسركاف (إنجليزية)